# 厚生年金会館
厚生年金会館（こうせいねんきんかいかん）は、かつて厚生年金保険加入者の福祉増進を目的として社会保険庁が設置していた厚生年金福祉施設の一つ。厚生年金保険法第79条に基づき、厚生年金保険料を財源として設置され、社会保険庁に関連する財団法人である厚生年金事業振興団が運営していた。「ウェルシティ」の愛称があった。

## 概要
会議室、宴会場、結婚式場、レストランなどを併設した複合型宿泊施設となっており、シティホテルと同等の設備を備える。いくつかの施設では多目的ホール（大ホール）を併設しており、各種コンサート・ライブ・演劇などの会場として広く知られた。
経営状況は、厚生年金事業振興団により伺うことができる。上記ホームページには2006年（平成18年）度の簡略な損益計算書が掲載されている（ただし、勘定科目が民間基準と異なっている）。それによると、全厚生年金会館で1億円を大幅に超過する欠損を計上している。なお、財務内容把握の基礎となる貸借対照表は公開されていない。
2005年度（平成17年度）以前の財務内容を把握することも容易ではないが、2004年2月24日付朝日新聞の報道によると、社会保険庁が固定資産税や減価償却費を仮定して計上するなど民間基準に準拠した試算を行ったところ、大阪・九州・東京の3施設では2002年度の時点で2億円を超える赤字決算となり、21施設のすべてで合計25億円を超える赤字を計上するとされた。このため、赤字補填に実質的に税金が投入されているとの批判が高まったこともあって、施設保有権が厚生労働省（社会保険庁）から独立行政法人年金・健康保険福祉施設整理機構に施設保有権が委譲され、最終的に2010年（平成22年）3月末までに全施設が閉鎖された。閉鎖された施設は民間への売却が行われ、運営母体が変わってそのまま運営されている施設や、建物を解体して別の施設となっているものもある。
施設の廃止や売却後に施設が閉鎖される事については、多目的ホールを併設している会館を中心に利用者からの懸念が強く寄せられており、各地で施設の存続を願う運動があった。特に北海道では、会館でコンサートを行うアーティストが存続運動に多く加わっていた。

### 施設一覧
すべて2010年3月までに閉館した。
大ホール（多目的ホール）を併設していたのは以下の通り。東京・愛知以外はホール機能が存置された。
- 北海道厚生年金会館（ウェルシティ札幌・北海道札幌市中央区北1条西12丁目） - 札幌市が取得し、「さっぽろ芸術文化の館」として運営（2018年閉館）。
- 東京厚生年金会館（ウェルシティ東京・東京都新宿区新宿5丁目） - 本館はヨドバシカメラ、別館は伸和技研が取得し、解体後、ヨドバシカメラネット配送センター・第二本社ビルに改築。
- 石川厚生年金会館（ウェルシティ金沢・石川県金沢市石引4丁目） - 2009年8月31日に閉館、ホール部分は北陸電力が取得し、「北陸電力会館 本多の森ホール」として運営。ホテル・結婚式場部分は石川県が取得し「石川県本多の森庁舎」となった。なお「北陸電力会館 本多の森ホール」は2023年7月1日に「本多の森北電ホール」となった。
- 愛知厚生年金会館（ウェルシティなごや・愛知県名古屋市千種区池下町） - 積水ハウス・長谷工コーポレーションが取得、2008年10月31日で閉館。解体後、超高層マンション「グランドメゾン池下ザ・タワー」に改築。
- 大阪厚生年金会館（ウェルシティ大阪・大阪府大阪市西区新町1丁目） - オリックス不動産が取得、ホール部分は2012年4月に「オリックス劇場」として再オープン。
- 広島厚生年金会館（ウェルシティ広島・広島県広島市中区加古町） - 広島市が取得し、「広島文化学園HBGホール」として運営。
- 九州厚生年金会館（ウェルシティ小倉・福岡県北九州市小倉北区大手町） - 北九州市が取得、民間運営の複合施設「アルモニーサンク→THE STEEL HOUSE（北九州ソレイユホール）」として運営。

宿泊施設のみであったのは以下の通り。
- 青森厚生年金会館（ウェルシティ青森・青森県青森市本町5丁目） - 2008年3月31日で閉館、ホテルマネージメントインターナショナルが「ホテルクラウンパレス青森」として運営。
- 群馬厚生年金会館（ウェルシティ前橋・群馬県前橋市古市町1丁目） - ワタベウェディングが取得し、子会社が結婚式場「アニバーサリーコート ラシーネ[4]」として運営。
- 新潟厚生年金会館（ウェルシティ新潟・新潟県新潟市中央区南万代町） - 2008年10月31日で閉館。
- 福井厚生年金会館（ウェルシティ福井・福井県福井市手寄2丁目） - 医療法人社団成蹊会岩井病院が老人ホームとして使用。
- 山梨厚生年金会館（ウェルシティ甲府・山梨県甲府市朝気1丁目） - 2007年11月30日で閉館、ホテルマネージメントインターナショナルが「ホテルクラウンパレス甲府」として運営。
- 長野厚生年金会館（ウェルシティ長野・長野県長野市七瀬中町） - 2009年9月30日で閉館、解体後、株式会社電算が本社社屋を新築。
- 湯河原厚生年金会館（ウェルシティ湯河原・静岡県熱海市泉） - 万葉倶楽部系列の「ニューウェルシティ湯河原」が取得して運営継続。
- 鳥取厚生年金会館（ウェルシティ鳥取・鳥取県鳥取市扇町） - 医療法人三樹会が取得。
- 島根厚生年金会館（ウェルシティ島根・島根県出雲市塩冶有原町） - 2010年2月28日で閉館、3月1日から出雲市の遊技業・丸三がニューウェルシティ出雲として運営中。
- 徳島厚生年金会館（ウェルシティ徳島・徳島県徳島市南前川町3丁目） - 2008年に徳島のホテル業者・ホテルグランドパレス徳島が取得し「パークウエストン ホテル&ウエディング」として運営開始。
- 香川厚生年金会館（ウェルシティ高松・香川県高松市福岡町2丁目） - 2009年に地元のスーパー・マルナカが取得し「ホテルパールガーデン」として運営開始。
- 長崎厚生年金会館（ウェルシティ長崎・長崎県長崎市茂里町） - 2009年8月31日で閉館、医療法人社団健昌会・新里グループに売却され2010年より新里メディカルケアセンターとして運営開始。
- 熊本厚生年金会館（ウェルシティ熊本・熊本県熊本市千葉城町） - 福岡のマンションデベロッパー・新栄住宅が取得し、解体後、分譲マンション「アンピール熊本城」へ。
- 宮崎厚生年金会館（ウェルシティ宮崎・宮崎県宮崎市宮崎駅東1丁目） - 2010年1月16日で閉館、翌17日から宮崎ガスがニューウェルシティ宮崎として運営中。